# Pend Oreille (rzeka)
Pend Oreille (ang. Pend Oreille River, w Kanadzie: Pend-d′Oreille River) – rzeka w Stanach Zjednoczonych (stany Idaho i Waszyngton) i Kanadzie (prowincja Kolumbia Brytyjska), dopływ Kolumbii.
Rzeka wypływa z jeziora Pend Oreille, w stanie Idaho, w pobliżu miejscowości Sandpoint, na wysokości około 630 m n.p.m. Płynie początkowo w kierunku zachodnim, następnie, już na terenie stanu Waszyngton, zwraca się na północ. W końcowym biegu wpływa na terytorium Kanady i ponownie skręca na zachód. Do Kolumbii uchodzi na południowy wschód od miasta Trail, kilkaset metrów na północ od granicy amerykańsko-kanadyjskiej. Nad rzeką położone są miejscowości Priest River, Newport, Ione i Metaline Falls. Długość rzeki wynosi około 210 km.